# Xikers
xikers(싸이커스)는 KQ 엔터테인먼트 소속으로 2023년 3월 30일에 데뷔한 대한민국의 10인조 보이 그룹으로, 에이티즈의 남동생 그룹이다. 그룹 이름은 좌표를 나타내는 단어 'x'와 여행자를 뜻하는 단어 '하이커(hiker)'의 합성어로, '무한의 시간과 좌표를 여행하는 소년들'이라는 뜻이 된다.
음악 프로듀서는 이든이 리더인 제작팀 Eden-ary이다.

## 구성원
| 이름 | 소개 |
| ---- | --- |
| 민재 | - 본명: 김민재 - 생년월일: 2003년 4월 10일(22세) - 출신지: 대한민국 서울특별시 금천구 - 활동기간: 2023년 3월 30일 ~ 현재                                                                       |
| 준민 | - 본명: 박준민 - 생년월일: 2003년 5월 24일(22세) - 출신지: 대한민국 서울특별시 강남구 - 활동기간: 2023년 3월 30일 ~ 현재                                                                       |
| 수민 | - 본명: 최수민 - 생년월일: 2004년 4월 7일(21세) - 출신지: 대한민국 서울특별시 성북구 - 활동기간: 2023년 3월 30일 ~ 현재                                                                        |
| 진식 | - 본명: 함진식 - 생년월일: 2004년 7월 30일(21세) - 출신지: 대한민국 인천광역시 계양구 - 활동기간: 2023년 3월 30일 ~ 현재                                                                       |
| 현우 | - 본명: 최현우 - 생년월일: 2004년 12월 4일(20세) - 출신지: 대한민국 강원도 강릉시 - 활동기간: 2023년 3월 30일 ~ 현재                                                                           |
| 정훈 | - 본명: 김정훈 - 생년월일: 2005년 7월 5일(20세) - 출신지: 대한민국 - 활동기간: 2023년 3월 30일 ~ 현재                                                                                          |
| 세은 | - 본명: 박세은 - 생년월일: 2005년 8월 17일(20세) - 출신지: 대한민국 대구광역시 달서구 - 활동기간: 2023년 3월 30일 ~ 현재                                                                       |
| 유준 | - 본명: 정유준 - 생년월일: 2005년 10월 5일(19세) - 출신지: 대한민국 - 활동기간: 2023년 3월 30일 ~ 현재                                                                                         |
| 헌터 | - 본명: 헌터 (태국어: ปภังกร ฮันเตอร์ เลิศเกียรติดำรงค์ (파팡콘 헌터 럿꺗담롱 / Lertkiatdamrong Papungkorn)) - 생년월일: 2005년 10월 5일(19세) - 출신지: 태국 방콕 - 활동기간: 2023년 3월 30일 ~ 현재 |
| 예찬 | - 본명: 이예찬 - 생년월일: 2005년 10월 21일(19세) - 출신지: 대한민국 충청남도 예산군 - 활동기간: 2023년 3월 30일 ~ 현재                                                                        |

## 음반

### EP
한국
- 2023년 3월 30일 《HOUSE OF TRICKY : Doorbell Ringing》
- 2023년 8월 2일 《HOUSE OF TRICKY : HOW TO PLAY》
- 2024년 3월 8일 《HOUSE OF TRICKY : Trial And Error》
- 2024년 9월 6일 《HOUSE OF TRICKY : WATCH OUT》
- 2025년 4월 4일 《HOUSE OF TRICKY : SPUR》

### 싱글
일본
- 2024년 8월 7일 《Tsuki (Lunatic)》
- 2025년 7월 16일 《Up All Night》

## 수상 목록

### 시상식
- 2024년 더팩트 뮤직 어워즈 글로벌 핫트렌드상

- 2024년 유니버설 슈퍼스타 어워즈 유니버설 핫 포커스상

- 2023년 제6회 더 팩트 뮤직 어워즈 핫티스트상